# Thankmarsfelde
Thankmarsfelde (plus tard Dammersfeld) était un village près de Mägdesprung, quartier de Harzgerode, dans le Harz, aujourd'hui dans le Land de Saxe-Anhalt. Il existe du Xe siècle au XVe siècle. De 970 à 975, il accueille une abbaye bénédictine.

## Histoire
On ne sait la date de fondation du village. Il est l'une des plus anciennes du Harz. Le nom remonte probablement à un certain Thankmar, probablement Thankmar, le fils aîné du roi Henri Ier.
Le 29 août 970, à l'église de Thangmaresfeld, un monastère marial est fondé et doté par l'archevêque Géron de Cologne et son frère, le margrave Thietmar de Misnie, en mémoire de leur père Christian, beau-frère du margrave Gero. La fondation de l'abbaye est confirmée le 25 décembre 971 par le pape Jean XIII. En 975, l'abbaye est déplacée en raison de conditions extrêmes l'hiver précédent à la demande des moines avec le consentement de l'empereur Otton II à Nienburg. Une autre raison pourrait être la situation favorable au Gau Serimunt slavophile et son prosélytisme. L'abbé Hagano serait resté dans le Harz avec quelques conventuels et aurait fondé un monastère à Hagenrode.
En 1400, le village est mentionné sous le nom de Dameresfelde, le village est abandonné au XVe siècle.
En 1758, Victor-Frédéric d'Anhalt-Bernbourg fait planter un domaine agricole avec un haras qui, en 1796, est transformé en ferme laitière jusqu'en 1816 par une famille suisse.
En 1987-1988, les murs de fondation du chœur de l'ancienne église de Thankmarsfeld sont découverts.